# Bigastro
Bigastro – gmina w Hiszpanii, w prowincji Alicante, we wspólnocie autonomicznej Walencja, o powierzchni 4,1 km². W 2011 roku liczyła 6719 mieszkańców.